# Bojówka

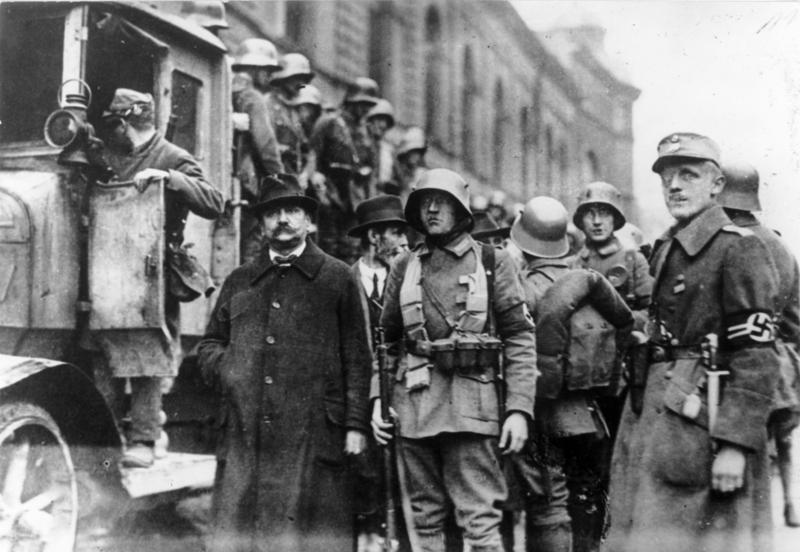
Bojówka SA aresztująca radnych w trakcie puczu monachijskiego (1923)

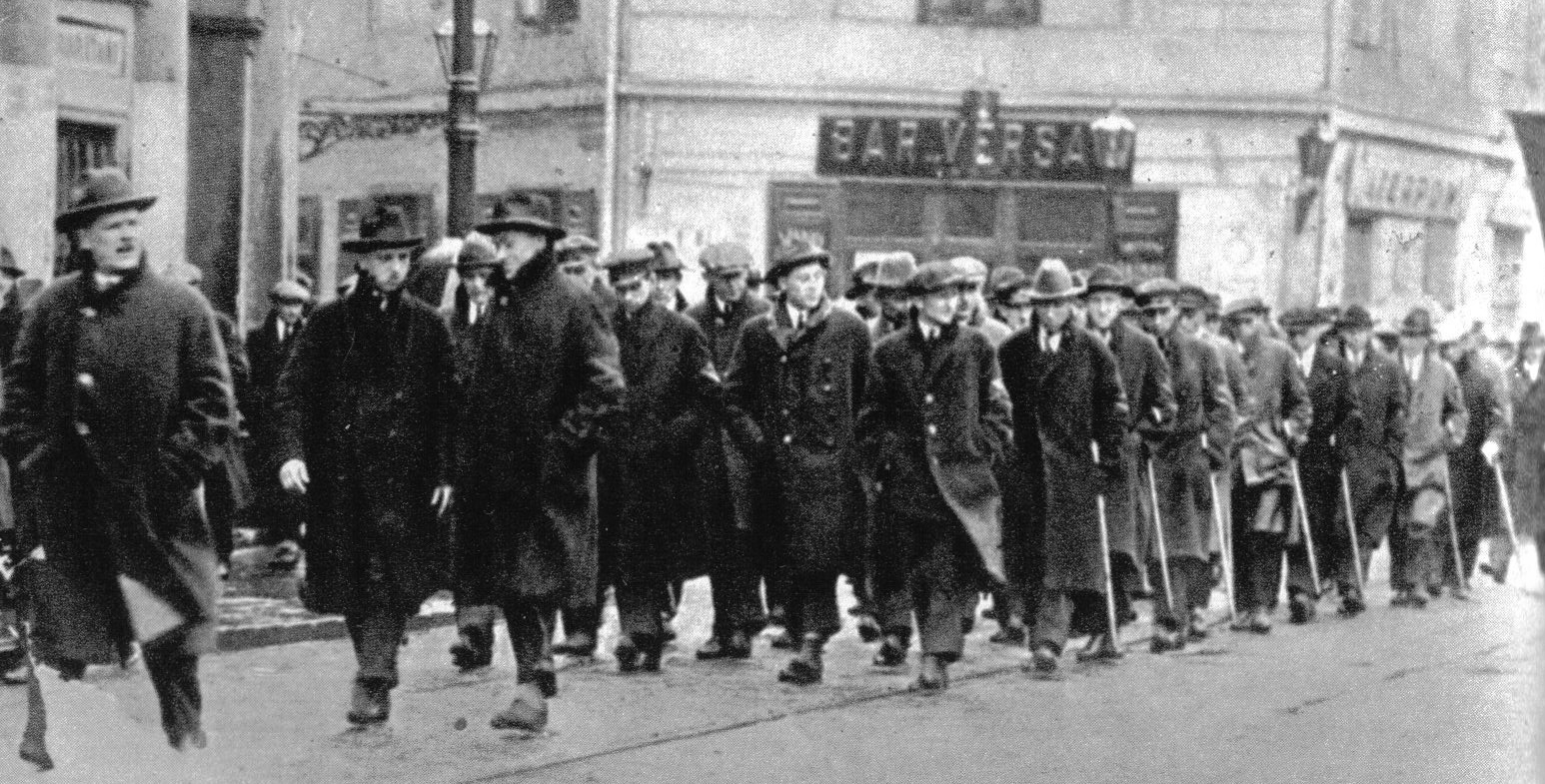
Bojówka PPS w Warszawie (1925)

Bojówka – używająca przemocy grupa, często paramilitarna, wspierana przez jakąś organizację polityczną.